# Mario Zhang
Mario Zhang (* 1970, Čína) je kanadský operní pěvec, tenor.
Po studiu na Londýnské královské hudební akademii debutoval v roce 2006 v Curychu jako Calaf. Vystupuje na operních scénách v Evropě a Severní Americe a je i koncertním pěvcem.